# Evergreen (Colorado)
Evergreen es un lugar designado por el censo ubicado en el condado de Jefferson en el estado estadounidense de Colorado. En el año 2000 tenía una población de 9216 habitantes y una densidad poblacional de 307,2 personas por km².

## Geografía
Evergreen se encuentra ubicada en las coordenadas 39°38′20″N 105°20′11″O / 39.63889, -105.33639.

## Demografía
Según la Oficina del Censo en 2000 los ingresos medios por hogar en la localidad eran de $79,380, y los ingresos medios por familia eran $88,589. Los hombres tenían unos ingresos medios de $62,917 frente a los $37,392 para las mujeres. La renta per cápita para la localidad era de $36,654. Alrededor del 3% de la población estaba por debajo del umbral de pobreza.